# Unleash the Beast
Unleash the Beast – trzynasty album studyjny heavymetalowego zespołu Saxon wydany 13 października 1997 roku przez wytwórnię CMC International Records â.

## Lista utworów
1. „Gothic Dreams” – 1:33
2. „Unleash the Beast” – 5:18
3. „Terminal Velocity” – 4:46
4. „Circle of Light” – 5:28
5. „The Thin Red Line” – 6:22
6. „Ministry of Fools” – 4:31
7. „The Preacher” – 4:57
8. „Bloodletter” – 5:34
9. „Cut Out the Disease” – 5:25
10. „Absent Friends” – 4:57
11. „All Hell Breaking Loose” – 4:31

## Twórcy
| Saxon w składzie - Biff Byford – wokal, miksowanie - Doug Scarratt – gitary - Paul Quinn – gitary - Nibbs Carter – gitara basowa - Nigel Glockler – perkusja | Personel - Kalle Trapp – producent, miksowanie - Thorsten Eichholz – zdjęcia - Paul Raymond Gregory – projekt graficzny |